# Medellín (Espagne)
Pour les articles homonymes, voir Medellín (homonymie).
Pour la ville de Colombie, voir Medellín.
Medellín est un village de la province de Badajoz, Estrémadure, Espagne.
C'est le lieu de naissance du conquérant du Mexique Hernán Cortés (en 1485) et de Alonso Hernández Puertocarrero. Il a donné son nom à l'actuelle Medellín en Colombie.
Une bataille des guerres napoléoniennes y a eu lieu en 1809.